# Учёные записки (Харьковский юридический институт)
«Учёные записки» — сборник научных трудов Харьковского юридического института им. Л. М. Кагановича, который выходил с перерывами в 1939—1962 годах. Во время Великой Отечественной войны сборник не издавался.
Сборник охватывал ряд правовых рубрик, среди которых были: уголовное, гражданское, трудовое и международное право. Кроме того, также издавались тематические выпуски «Учёных записок», в которых освещались вопросы, связанные с отдельной областью права.
В сборники могли подавать свои научные труды как аспиранты, так и состоявшиеся учёные. Свои труды в «Учёных записках» публиковали такие известные учёные-правоведы как Марк Бажанов, Михаил Гордон, Мориц Гродзинский, Владимир Корецкий, Абрам Ривлин, Владимир Сташис, Владимир Трахтеров.